# Juan Martín Fumeaux
Juan Martín Fumeaux Buenaventura (Paysandú, Uruguay; 13 de marzo de 2002) es un tenista uruguayo.

## Carrera
Su ubicación más alta en el ranking ATP fue el puesto 1927°, obtenido el 31 de octubre de 2024 en individuales y en dobles, el puesto 1171°, obtenido el 11 de noviembre de 2019. 
Su debut oficial en un cuadro principal de un torneo ATP se produjo el 30 de diciembre de 2019, representando a Uruguay durante la primera ronda de la Copa ATP 2020, en el partido de dobles contra España; instancia en la que, junto a su connacional Ariel Behar, cayeron ante Pablo Carreño Busta y Feliciano López por 6-1, 3-6 y 10-3.